# 看護介入
看護介入（かんごかいにゅう）とは、看護過程の段階の1つ。
看護計画に則って行う看護を指す。

## 種類
看護介入は一般的に三段階に分けられる。
- 全介助

対象者に必要なことを看護者が全て代行すること。
例：意識がない患者に対して、体位変換を実施して褥瘡を予防する。
- 部分介助

対象者が一人では必要なことをできない場合、部分的に介助する。
例：排泄はできるが歩けない患者を車椅子でトイレへ連れて行く。
- 自立支援

対象者が独力でできるが、見守りや必要な助言をする。
例：退院後の生活上の注意点について確認する。